# Ariomardos
Ariomardos war ein Angehöriger der persischen Achämenidendynastie im 5. vorchristlichen Jahrhundert. Er war ein Sohn des Großkönigs Dareios I. und der Parmys, Tochter des Bardiya. 
Während der Invasion Griechenlands durch Xerxes I. im Jahr 480 v. Chr. hatte Ariomardos das Aufgebot der Moscher und Tibarener angeführt. Weiteres ist nichts über ihn bekannt.

## Anmerkung
1. ↑  Herodot, Historíai. 7, 78.

| Personendaten    | Personendaten                              |
| ---------------- | ------------------------------------------ |
| NAME             | Ariomardos                                 |
| KURZBESCHREIBUNG | Achämenide, Sohn des Großkönigs Dareios I. |
| GEBURTSDATUM     | 6. Jahrhundert v. Chr.                     |
| STERBEDATUM      | nach 480 v. Chr.                           |